# دين بيريرا
دين بيريرا (13 أكتوبر 1985 بمومباي في الهند - ) هو لاعب كرة قدم هندي في مركز الوسط. لعب مع نادي تشينايين ونادي مومباي لكرة القدم.

## وصلات خارجية
- دين بيريرا على موقع قاعدة بيانات كرة القدم.إي يو (الإنجليزية)
- دين بيريرا على موقع Soccerway.com (الإنجليزية)